# El Oasis, Veracruz
El Oasis är en ort i Mexiko.   Den ligger i kommunen Amatlán de los Reyes och delstaten Veracruz, i den sydöstra delen av landet, 240 km öster om huvudstaden Mexico City. El Oasis ligger 685 meter över havet och antalet invånare är 120.
Terrängen runt El Oasis är kuperad åt nordväst, men åt sydost är den platt. Runt El Oasis är det tätbefolkat, med 570 invånare per kvadratkilometer. Närmaste större samhälle är Córdoba, 5,8 km väster om El Oasis. Trakten runt El Oasis består till största delen av jordbruksmark.